# Fußball-Brandenburgliga 2009/10
Die Brandenburgliga 2009/10 war die 20. Spielzeit und die zweite als sechsthöchste Spielklasse im Fußball der Männer. Sie begann am 14. August 2009 mit dem Spiel SV Babelsberg 03 II gegen den Eisenhüttenstädter FC Stahl und endete am 12. Juni 2010 mit dem 30. Spieltag.
Der SV Altlüdersdorf wurde in dieser Saison zum ersten Mal Landesmeister in Brandenburg und stieg damit in die Fußball-Oberliga Nordost auf. Der Eisenhüttenstädter FC Stahl errang, mit 9 Punkten Rückstand, die Vizemeisterschaft. Zur Winterpause führte TuS 1896 Sachsenhausen nach der Hinrunde die Tabelle der Brandenburgliga an und errang damit den inoffiziellen Titel des Herbstmeisters. 
Als Absteiger standen nach dem 30. Spieltag der Oranienburger FC Eintracht 1901 und der FC Schwedt 02 fest und mussten in die Landesliga absteigen.

## Teilnehmer
An der Spielzeit 2009/10 nahmen zunächst insgesamt 16 Vereine teil.
| Mannschaften aus der Brandenburgliga 2008/09 | Mannschaften aus der Brandenburgliga 2008/09 | Mannschaften aus der Brandenburgliga 2008/09 |
| -------------------------------------------- | -------------------------------------------- | -------------------------------------------- |
| FSV Union Fürstenwalde                       | FC Strausberg                                | Prignitzer Kuckuck Kickers                   |
| SG Blau-Gelb Laubsdorf                       | Oranienburger FC Eintracht 1901              | Frankfurter FC Viktoria 91                   |
| FC Schwedt 02                                | TuS 1896 Sachsenhausen                       | SV Altlüdersdorf                             |
| FV Motor Eberswalde                          | SV Babelsberg 03 II                          | SV Grün-Weiß Lübben                          |
| Eisenhüttenstädter FC Stahl                  |                                              |                                              |

| ▲Aufsteiger aus der Landesliga 2008/09 | ▲Aufsteiger aus der Landesliga 2008/09 | ▲Aufsteiger aus der Landesliga 2008/09 |
| -------------------------------------- | -------------------------------------- | -------------------------------------- |
| Märkischer SV 1919 Neuruppin           | FC Stahl Brandenburg                   | FSV Glückauf Brieske-Senftenberg       |

## Abschlusstabelle
| Pl. | Verein                               | Sp. | S  | U  | N  | Tore    | Diff. | Punkte |
| --- | ------------------------------------ | --- | -- | -- | -- | ------- | ----- | ------ |
| 1.  | SV Altlüdersdorf                     | 30  | 19 | 9  | 2  | 061:260 | +35   | 66     |
| 2.  | Eisenhüttenstädter FC Stahl          | 30  | 18 | 3  | 9  | 062:460 | +16   | 57     |
| 3.  | SV Babelsberg 03 II                  | 30  | 17 | 4  | 9  | 061:390 | +22   | 55     |
| 4.  | SG Blau-Gelb Laubsdorf               | 30  | 14 | 9  | 7  | 052:290 | +23   | 51     |
| 5.  | FSV Union Fürstenwalde               | 30  | 14 | 6  | 10 | 050:310 | +19   | 48     |
| 6.  | FC Strausberg                        | 30  | 14 | 5  | 11 | 056:390 | +17   | 47     |
| 7.  | TuS 1896 Sachsenhausen               | 30  | 13 | 8  | 9  | 049:390 | +10   | 47     |
| 8.  | Märkischer SV 1919 Neuruppin (N)     | 30  | 11 | 10 | 9  | 051:420 | +9    | 43     |
| 9.  | FV Motor Eberswalde                  | 30  | 9  | 12 | 9  | 044:470 | −3    | 39     |
| 10. | Frankfurter FC Viktoria 91           | 30  | 12 | 3  | 15 | 041:450 | −4    | 39     |
| 11. | Prignitzer Kuckuck Kickers 2000      | 30  | 10 | 6  | 14 | 044:460 | −2    | 36     |
| 12. | FC Stahl Brandenburg (N)             | 30  | 9  | 8  | 13 | 038:510 | −13   | 35     |
| 13. | FSV Glückauf Brieske-Senftenberg (N) | 30  | 8  | 5  | 17 | 037:670 | −30   | 29     |
| 14. | SV Grün-Weiß Lübben                  | 30  | 9  | 2  | 19 | 040:730 | −33   | 29     |
| 15. | Oranienburger FC Eintracht 1901      | 30  | 6  | 6  | 18 | 041:690 | −28   | 24     |
| 16. | FC Schwedt 02                        | 30  | 3  | 12 | 15 | 036:740 | −38   | 21     |

(N) Aufsteiger aus der Landesliga 2008/09

## Kreuztabelle
Die Kreuztabelle stellt die Ergebnisse aller Spiele dieser Saison dar. Die Heimmannschaft ist in der linken Spalte, die Gastmannschaft in der oberen Zeile aufgelistet.
| 2009/10                          | SV Altlüdersdorf | Eisenhüttenstädter FC Stahl | SV Babelsberg 03 II | SG Blau Gelb Laubsdorf | FSV Union Fürstenwalde | FC Strausberg | TuS 1896 Sachsenhausen | Märkischer SV 1919 Neuruppin | FV Motor Eberswalde | Frankfurter FC Viktoria 91 | Prignitzer Kuckuck Kickers 2000 | FC Stahl Brandenburg | FSV Glückauf Brieske-Senftenberg | SV Grün-Weiß Lübben | Oranienburger FC Eintracht 1901 | FC Schwedt 02 |
| -------------------------------- | ---------------- | --------------------------- | ------------------- | ---------------------- | ---------------------- | ------------- | ---------------------- | ---------------------------- | ------------------- | -------------------------- | ------------------------------- | -------------------- | -------------------------------- | ------------------- | ------------------------------- | ------------- |
| SV Altlüdersdorf                 |                  | 4:2                         | 2:0                 | 0:0                    | 1:0                    | 2:1           | 2:0                    | 2:2                          | 2:0                 | 4:0                        | 0:0                             | 2:2                  | 4:0                              | 4:0                 | 3:2                             | 1:0           |
| Eisenhüttenstädter FC Stahl      | 1:2              |                             | 2:2                 | 3:0                    | 2:1                    | 0:2           | 3:1                    | 2:0                          | 2:1                 | 5:1                        | 2:0                             | 5:2                  | 2:0                              | 2:0                 | 3:0                             | 4:0           |
| SV Babelsberg 03 II              | 2:0              | 1:1                         |                     | 0:1                    | 3:2                    | 1:2           | 3:1                    | 2:3                          | 2:0                 | 3:2                        | 1:3                             | 4:1                  | 4:0                              | 4:1                 | 3:1                             | 6:1           |
| SG Blau-Gelb Laubsdorf           | 1:3              | 3:0                         | 1:0                 |                        | 0:0                    | 2:1           | 2:1                    | 1:1                          | 0:1                 | 5:0                        | 3:0                             | 2:2                  | 2:1                              | 9:1                 | 4:1                             | 3:1           |
| FSV Union Fürstenwalde           | 0:0              | 0:1                         | 0:1                 | 0:1                    |                        | 2:1           | 2:0                    | 0:1                          | 2:1                 | 3:1                        | 0:0                             | 2:3                  | 4:2                              | 6:0                 | 2:1                             | 2:0           |
| FC Strausberg                    | 0:3              | 6:0                         | 0:3                 | 0:0                    | 2:3                    |               | 2:2                    | 1:2                          | 3:1                 | 1:4                        | 4:1                             | 1:1                  | 3:1                              | 4:1                 | 2:2                             | 2:0           |
| TuS 1896 Sachsenhausen           | 1:1              | 3:0                         | 3:1                 | 1:1                    | 1:0                    | 2:0           |                        | 2:2                          | 1:1                 | 0:1                        | 3:1                             | 3:2                  | 3:1                              | 1:3                 | 3:0                             | 4:1           |
| Märkischer SV 1919 Neuruppin     | 2:3              | 2:0                         | 1:1                 | 1:4                    | 0:0                    | 1:0           | 0:0                    |                              | 4:1                 | 2:0                        | 1:3                             | 0:0                  | 1:3                              | 3:0                 | 1:1                             | 8:0           |
| FV Motor Eberswalde              | 1:1              | 2:3                         | 3:1                 | 1:0                    | 3:3                    | 2:1           | 2:2                    | 2:2                          |                     | 1:1                        | 1:4                             | 0:0                  | 1:2                              | 1:0                 | 0:0                             | 1:1           |
| Frankfurter FC Viktoria 91       | 0:2              | 1:2                         | 1:2                 | 2:0                    | 1:4                    | 1:3           | 1:3                    | 2:0                          | 2:3                 |                            | 2:1                             | 1:0                  | 3:0                              | 4:0                 | 2:0                             | 4:1           |
| Prignitzer Kuckuck Kickers 2000  | 1:2              | 1:1                         | 1:3                 | 1:1                    | 0:1                    | 0:2           | 5:1                    | 0:1                          | 1:1                 | 1:0                        |                                 | 1:1                  | 0:1                              | 1:0                 | 3:2                             | 2:0           |
| FC Stahl Brandenburg             | 2:0              | 1:7                         | 0:1                 | 1:2                    | 1:3                    | 1:3           | 0:0                    | 3:2                          | 0:3                 | 0:1                        | 1:0                             |                      | 3:2                              | 3:0                 | 1:0                             | 1:2           |
| FSV Glückauf Brieske-Senftenberg | 3:3              | 0:3                         | 0:1                 | 1:0                    | 2:0                    | 0:5           | 0:2                    | 0:2                          | 2:4                 | 2:1                        | 2:1                             | 2:2                  |                                  | 0:1                 | 1:3                             | 3:3           |
| SV Grün-Weiß Lübben              | 1:3              | 5:1                         | 1:2                 | 3:2                    | 1:5                    | 0:1           | 1:0                    | 3:1                          | 1:3                 | 0:2                        | 3:1                             | 1:2                  | 1:1                              |                     | 3:2                             | 5:0           |
| Oranienburger FC Eintracht 1901  | 1:4              | 1:2                         | 3:2                 | 1:1                    | 1:3                    | 0:2           | 1:3                    | 2:1                          | 2:2                 | 0:0                        | 0:6                             | 3:4                  | 1:2                              | 2:1                 |                                 | 4:3           |
| FC Schwedt 02                    | 1:1              | 3:0                         | 2:2                 | 1:1                    | 0:0                    | 1:1           | 0:2                    | 3:3                          | 2:2                 | 0:0                        | 3:4                             | 1:0                  | 1:1                              | 3:3                 | 2:4                             |               |

## Statistiken

### Torschützenliste
| Pl. | Spieler              | Mannschaft             | Tore |
| --- | -------------------- | ---------------------- | ---- |
| 1.  | Timur Binerbay       | SV Altlüdersdorf       | 23   |
| 2.  | Christian Mlynarczyk | FSV Union Fürstenwalde | 22   |
| 3.  | Paul Roller          | TuS 1896 Sachsenhausen | 19   |
| 4.  | Michael Leschnik     | SV Grün-Weiß Lübben    | 15   |
| 4.  | Rico Eichstädt       | SV Babelsberg 03 II    | 15   |
| 4.  | Sven Kubis           | SG Blau-Gelb Laubsdorf | 15   |